# مادر (مجموعه تلویزیونی)
مادر نام یک مجموعهٔ تلویزیونی به کارگردانی مسعود فروتن است که در سال ۱۳۷۸ تولید و از شبکه ۱ پخش گردید.

## خلاصه داستان
«فاطمه» در سفری ناخواسته و طی وقایعی، با جوانی فداکار به نام «سهراب» ازدواج می‌کند. این وصلت، موجب خشم خانوادهٔ سهراب می‌شود و...

## بازیگران و عوامل تولید

### بازیگران
- اصغر محبی
- جمشید مشایخی
- فخری خوروش
- نیکو خردمند
- اکبر اصفهانی
- سارا خوئینی‌ها
- مهناز انصاریان
- آمنه گردایران

### عوامل تولید
- کارگردان: مسعود فروتن
- دستیار کارگردان: محمدرضا خسروی[۲]
- نویسنده: مهناز اسلامی، شعبانعلی اسلامی
- تصویربردار: احمد مسروری[۳]
- موسیقی: آندره آرزومانیان
- تهیه‌کننده و مجری طرح: شعبانعلی اسلامی
- تعداد قسمت‌ها: ۱۳ قسمت
- محصول: شرکت سینمایی «دیدارفیلم» و گروه اجتماعی شبکه ۱
- سال تولید: ۱۳۷۸